# Писаревка (Оренбургская область)
Писаревка — село в Гайском городском округе Оренбургской области.

## География
Находится на расстоянии примерно 12 километров по прямой на север-северо-запад от окружного центра города Гай.

## Климат
Климат резко выраженный континентальный. Основные черты климата: холодная суровая зима, жаркое сухое лето, неустойчивость и недостаточность атмосферных осадков. Абсолютный минимум температуры — минус 44 градуса по Цельсию. Лето жаркое, максимальная температура воздуха достигает плюс 40 градусов по Цельсию. Одна из особенностей климата- наличие большого числа дней в году с ветрами (до 275 суток) и наличие суховеев (преимущественно юго-западные ветры). Среднегодовое количество осадков составляет 220—300 мм. Снежный покров устанавливается в середине ноября и исчезает в конце апреля. Глубина промерзания грунт — 2-2,5м.

## История
Хутор этот появился в 1886 году, позже сюда подселились переселенцы из Украины и частично из центральных губерний. В советское время работали колхозы «Красное знамя», «Пламя революции», «Заря коммунизма» совхоз «Новокиевский». До 2016 года входило в состав Новониколаевского сельсовета Гайского района, после реорганизации обоих муниципальных образований входит в состав Гайского городского округа.

## Население
| 2010 |
| ---- |
| 366  |

Постоянное население составляло 379 человек в 2002 году (русские 46 %), 366 в 2010 году.